# Irisbus Myway
El Iveco MyWay es un autocar extraurbano, presentado en 1999 y producido bajo la marca IVECO Bus inicialmente y luego con el logotipo Irisbus, hasta 2006.

## Historia
El MyWay, diseñado por Giugiaro, se creó para sustituir al EuroRider y al TurboCity-I en el segmento de autobuses interurbanos de gama baja. Inicialmente producido bajo la marca Iveco (con el chasis 393.12), se fabricó bajo la marca Irisbus a partir de 2001 (con el chasis 399E.12, prácticamente idéntico al modelo anterior). Se fabricó en una única versión de 12 metros de longitud.
Estéticamente, guarda un gran parecido con el CityClass, compartiendo la forma del frontal y los faros.
MyWay es un autobús para rutas extraurbanas. Diseñado para reemplazar al Iveco EuroRider, se fabricó en una única versión con una longitud de 12 metros (39 ft 4+1⁄2 in), única opción respecto a la puerta central, que podía ser simple o doble. Las unidades producidas entre 1999 y 2001 tenían la marca Iveco, con motor FIAT AIFO con una potencia de 350 hp (260 kW). A partir de 2002, los autobuses cuentan con un nuevo motor Cursor, con potencia de 310 o 352 hp (231 o 262 kW). El MyWay tenía 55 o 53 plazas, según el tipo de puerta central.
El MyWay fue reemplazado por los nuevos modelos Irisbus Arway y Crossway en 2007.

## Iveco 393E.12.35 MyWay (1999-2001)
Hasta 2001, los MyWay estaban equipados con el motor Fiat AIFO 8460.41S de 9.500 cm³, conforme a la norma Euro 2; se fabricaban sobre el chasis Iveco 393E.12.35 y estaban equipados con un cambio automático ZF 5HP600 de 5 velocidades, o bien un cambio manual ZF S6-1600 de 6 velocidades, con suspensión neumática.
Además del aire acondicionado, el vehículo puede equiparse con elevador y asiento para sillas de ruedas; en este caso, se pierden algunas plazas respecto a la versión sin este accesorio.
Las características de esta versión son:
- Longitud: 12,00 metros
- Combustible: Diésel
- Configuración: Interurbano
- Puertas: 1 trasera y 1 delantera eyectora o 2 traseras y 1 delantera eyectora

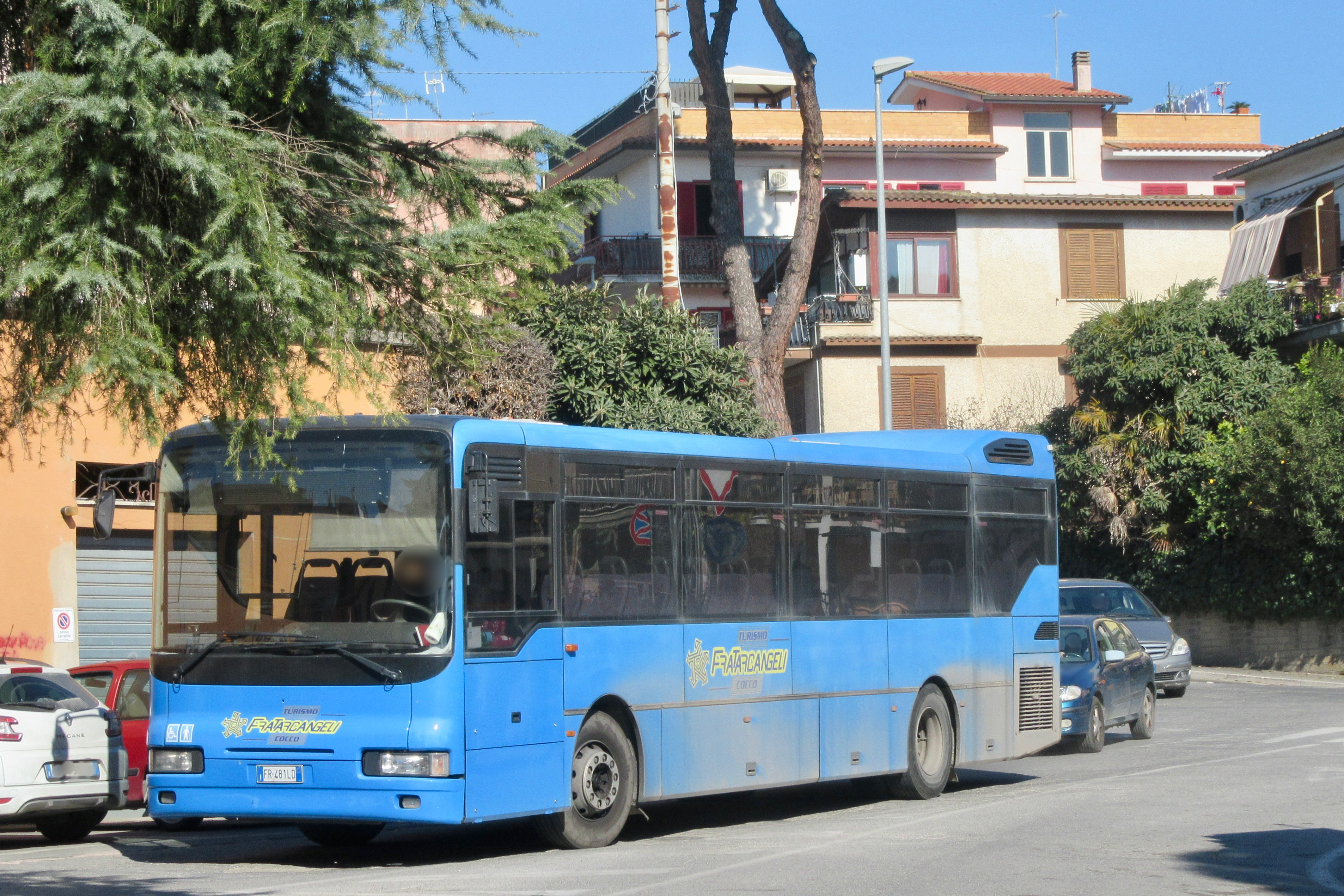
IVECO 393E.12.35 MyWay de Fratarcangeli en Capena

- Asientos: 76 o 73

## Irisbus 399E.12.35 MyWay (2002-2007)
Los autobuses MyWay fabricados desde 2002 están equipados con el motor Cursor 8 de 7790 cm³ (también utilizado en algunos camiones Iveco, como el EuroStar y el EuroCargo) con una potencia de 310 o 352 CV. Se fabrican sobre el nuevo chasis Irisbus 399E.12.35, que, sin embargo, no presenta diferencias sustanciales con respecto al antiguo 393E.12.35; la altura libre al suelo aumenta algunos centímetros.
Aquí también, la transmisión puede ser manual o automática, con una transmisión automática ZF 5HP592 de 5 velocidades o la transmisión manual ZF S6-1600 de 6 velocidades de la versión anterior. El aire acondicionado y el elevador de sillas de ruedas siguen disponibles.
Las características de esta versión son: 
- Longitud: 12,00 metros
- Combustible: Diésel
- Configuración: Interurbano
- Puertas: 1 trasera y 1 delantera eyectora o 2 traseras y 1 delantera eyectora
- Asientos: 76 o 73

## Características
El MyWay figuraba en la impresionante gama Iveco/Irisbus como autocar extraurbano, al igual que el Eurorider, para el transporte de largas distancias, sabiendo que no había, contrariamente al Iveco habitual, una versión extraurbana de Iveco CityClass. 
Por eso este vehículo fue tan popular, especialmente en Italia, aunque no se ofreció en varias versiones. Efectivamente solo estaba disponible en 12 metros de largo con una única opción: la puerta central, de una o dos hojas. 
El MyWay estaba equipado con un motor Iveco Cursor de nueva generación, como en toda la nueva gama de Iveco (EuroTech, EuroStar,  Eurotrakker, Stralis, Trakker y EuroCargo) con potencias que van de 310 a 352 hp, de ahí las designaciones 399E12 .31 y 393E12.35 . 
El código se divide de la siguiente manera, ZCF393E12.35 significa : 
- ZCF : código VIN de Fiat
- 393 : 3 = tipo de chasis y línea interurbana, y número de pedido del proyecto 93,
- E : para todas las normativas Euro
- 12 : por la longitud en metros
- .31/.35 : para la potencia del motor en decenas de caballos de fuerza DIN (310 y 352 hp).

El MyWay adopta una caja de cambios manual de 6 velocidades ZF o una caja de cambios automática ZF de 5 velocidades. Las suspensiones son totalmente neumáticas, los asientos son en número de 55. El número de pasajeros transportados puede alcanzar, según la legislación del país, hasta 84 personas incluyendo los lugares de pie. 
El vehículo era accesible para personas con movilidad reducida. 

## Difusión

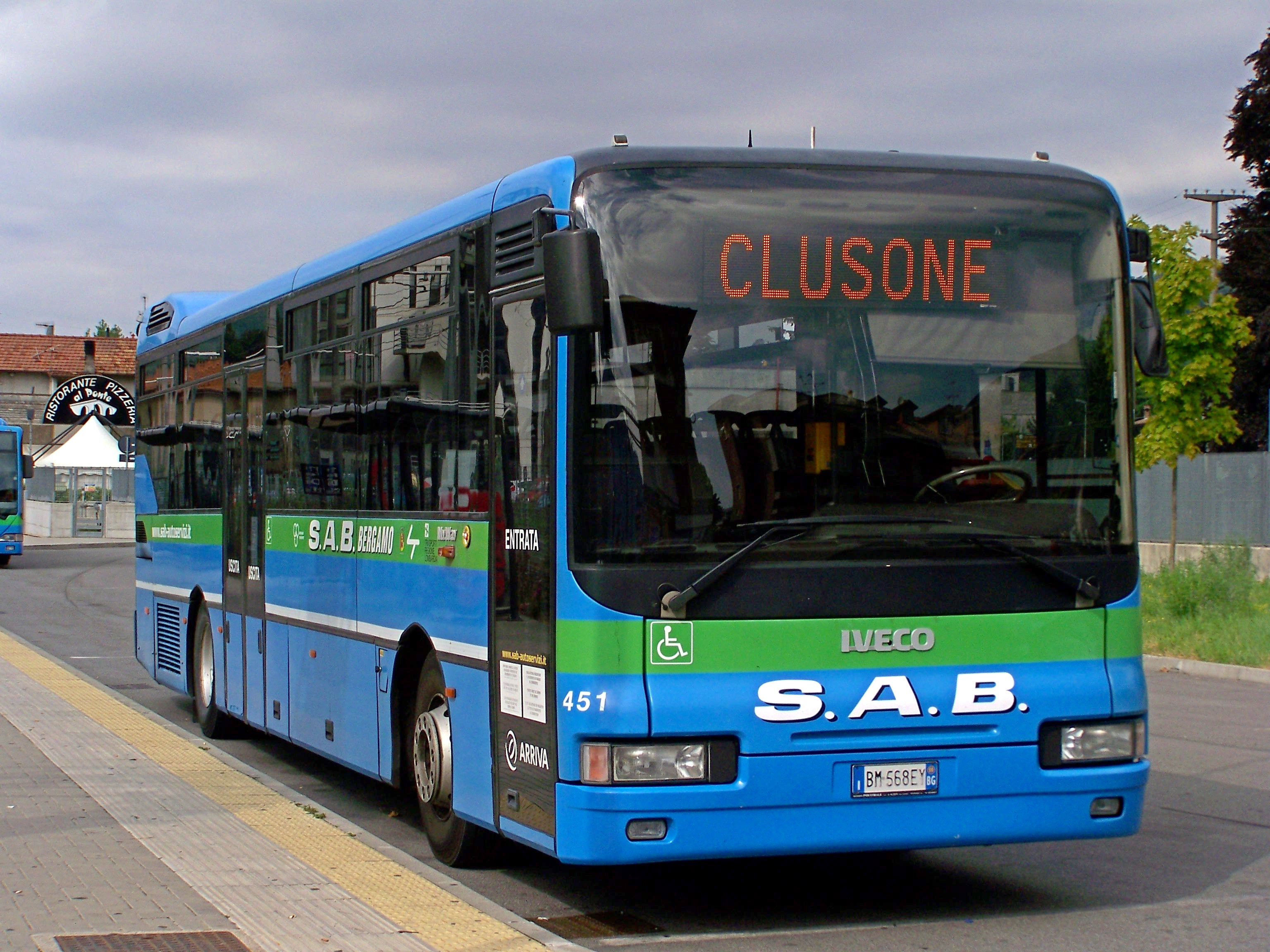
Iveco MyWay 451 sobre la autoestación de Albino (Bérgamo)

El MyWay se ha extendido por toda Italia, siendo adquirido por numerosas compañías que operan servicios suburbanos. SITA, en particular, adquirió un gran número. Ferrovie Appulo Lucane poseía varias unidades (de color azul ministerial), al igual que Ferrovie del Sud Est, con más de 60 unidades, todas ellas retiradas a principios de 2019. TPER Bolonia posee varias unidades, procedentes tanto de ATC como de ACTF, así como de Ferrovie Emilia Romagna. A principios de la década de 2000, el Ferrocarril Circumetnea de Catania adquirió varias unidades para operar servicios suburbanos en la zona del Etna. Autoservizi Irpini S.p.A. (abreviado A.IR.) posee varias unidades, principalmente de la nueva serie. Trentino Trasporti, LINE y STAR de Lodi poseen algunas unidades de Iveco e Irisbus, mientras que ATV de Verona posee 31 unidades, Busitalia - Sita Nord posee algunas en Umbría y algunas en Florencia, Busitalia Sita Sud aún posee algunas en Salerno, y Arst, el principal operador de transporte público de Cerdeña, aún posee algunas docenas que están siendo desmanteladas. Apam Mantua también posee varias unidades, utilizadas principalmente para viajes interurbanos. 

## Transformación deIveco/Irisbus
Con el establecimiento operativo en 2002 de la unidad Irisbus, MyWay adoptó el nuevo logo de la marca, un delfín, en su parrilla, que reemplazó al clásico Iveco. 
A lo largo de su período de fabricación bajo la etiqueta Iveco Bus, el chasis "393.12" sirvió como base para el vehículo. A partir del cambio de emblema, se reemplazó el chasis y pasó a ser el Irisbus "399E.12". Lo que debería haber constituido una segunda generación del vehículo pero al no haber evolucionado la estética general, el nombre se mantendrá hasta su cese de producción. 

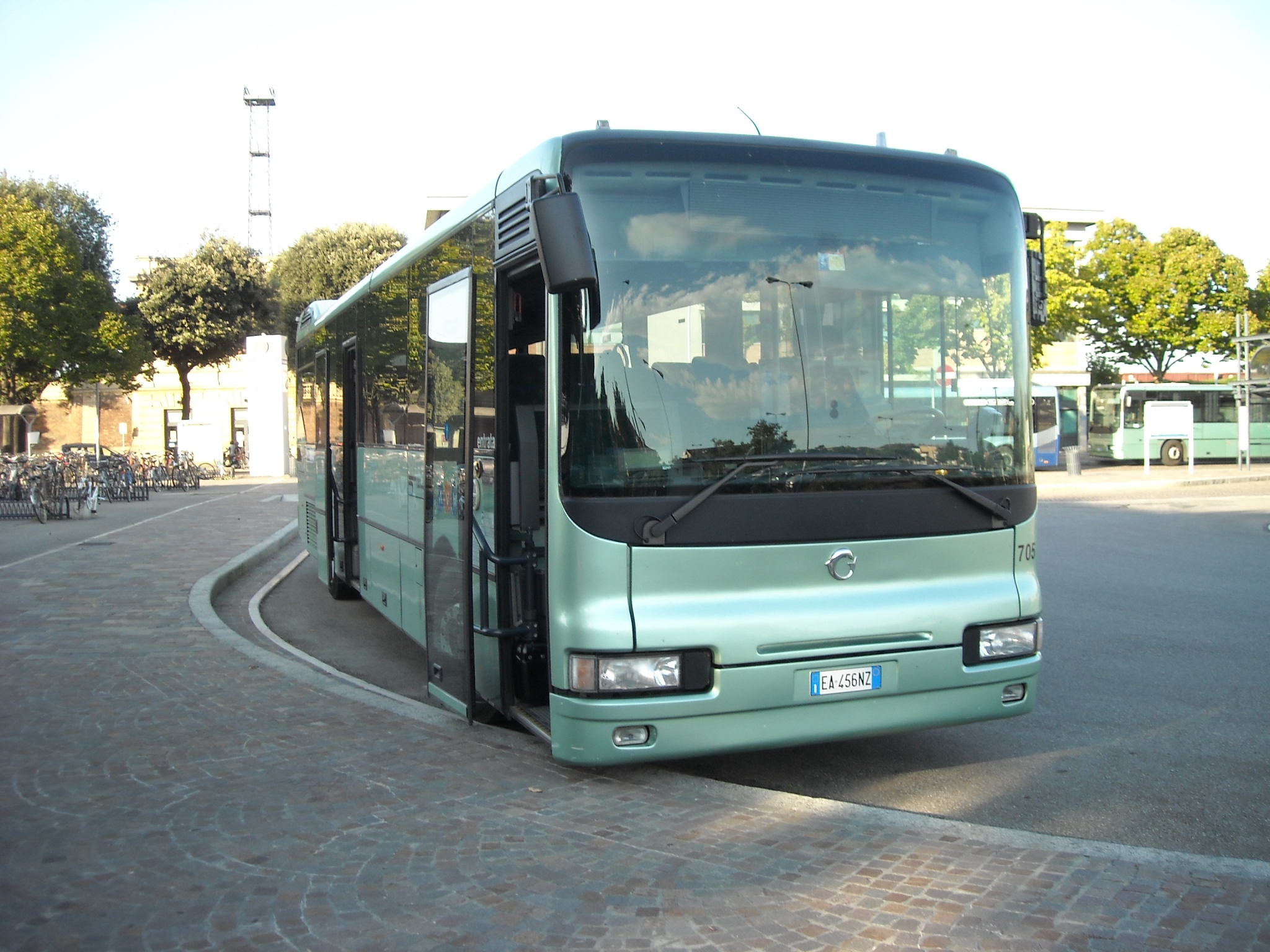
Autobús suburbano Irisbus MyWay de AVM en la estación de autobuses de Forlì.

## Fin de producción
Fue en marzo de 2007 que se produjo el último autobús MyWay. Ha sido reemplazado por dos nuevos modelos, el Irisbus Arway y el Crossway. 
En realidad, el Arway es el verdadero sucesor del MyWay, mientras que el Crossway es una versión simplificada del Arway, más en línea con el antiguo Axer al que reemplaza.